# Galerie des Crambidae

## Agriphila

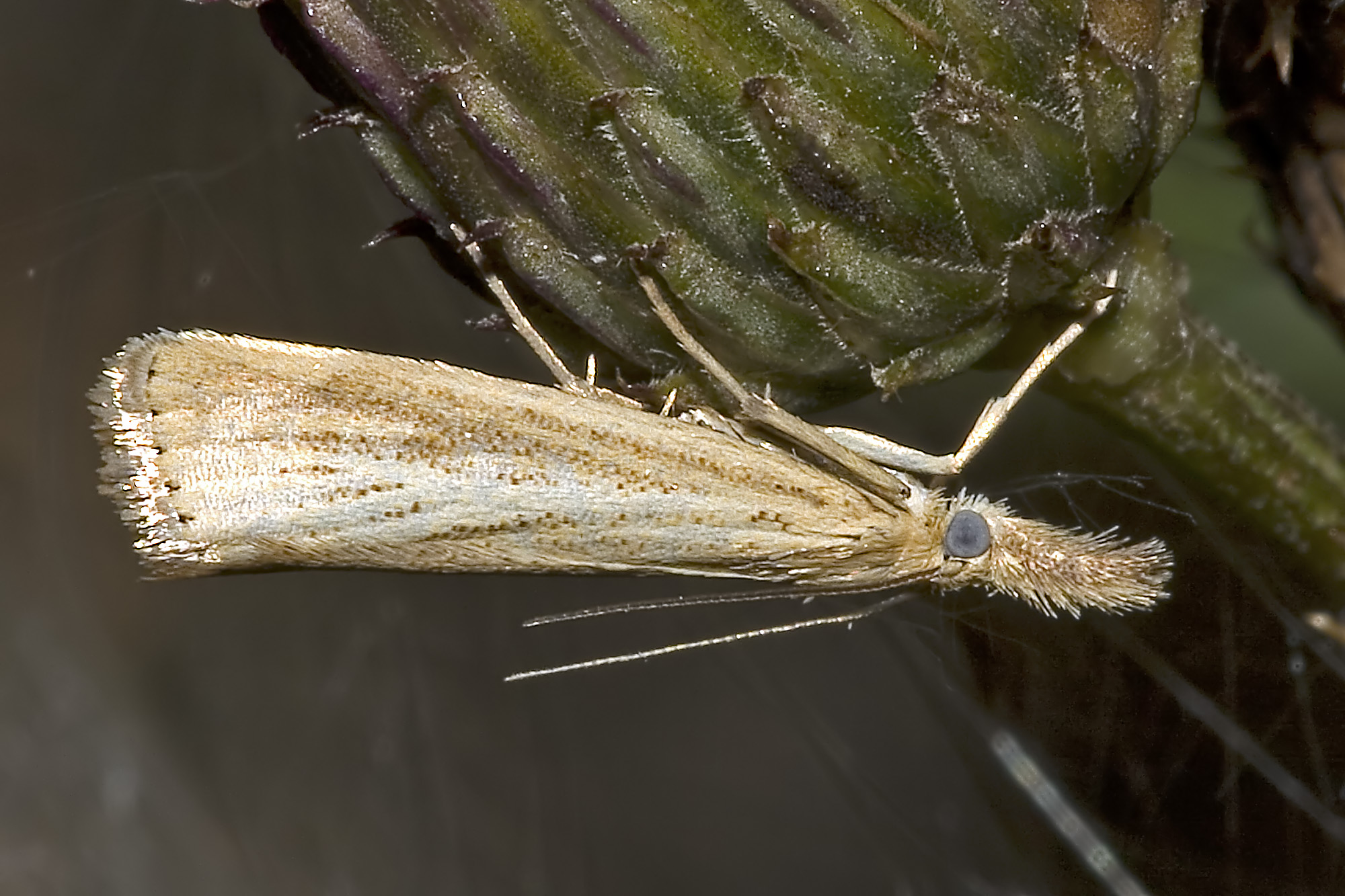
Agriphila straminella (Denis & Schiffermüller, 1775)
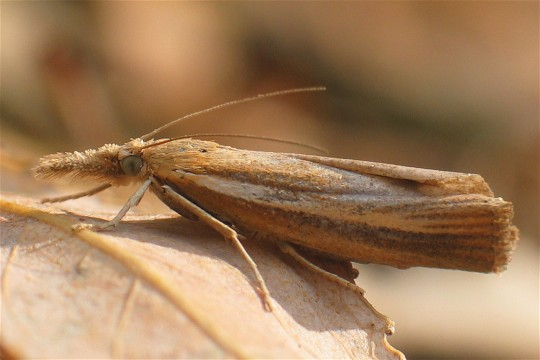
Agriphila tristella (Denis & Schiffermüller, 1775)

## Ancylolomia

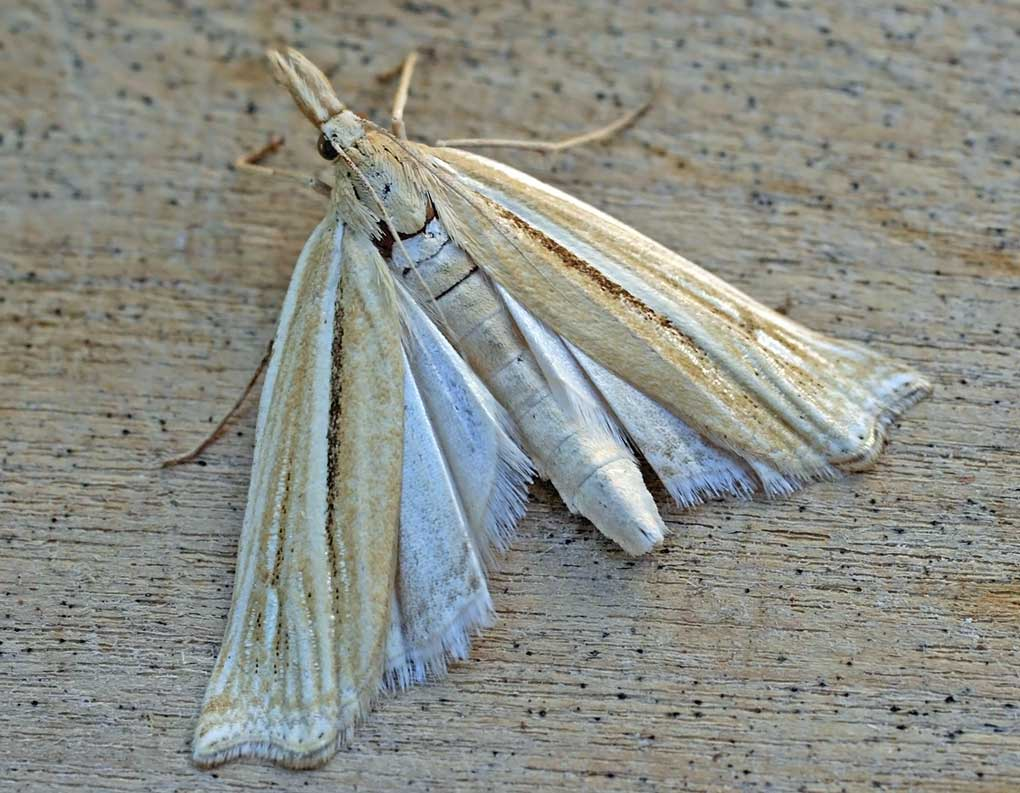
Ancylolomia tentaculella (Hübner, 1796)

## Chrysoteuchia

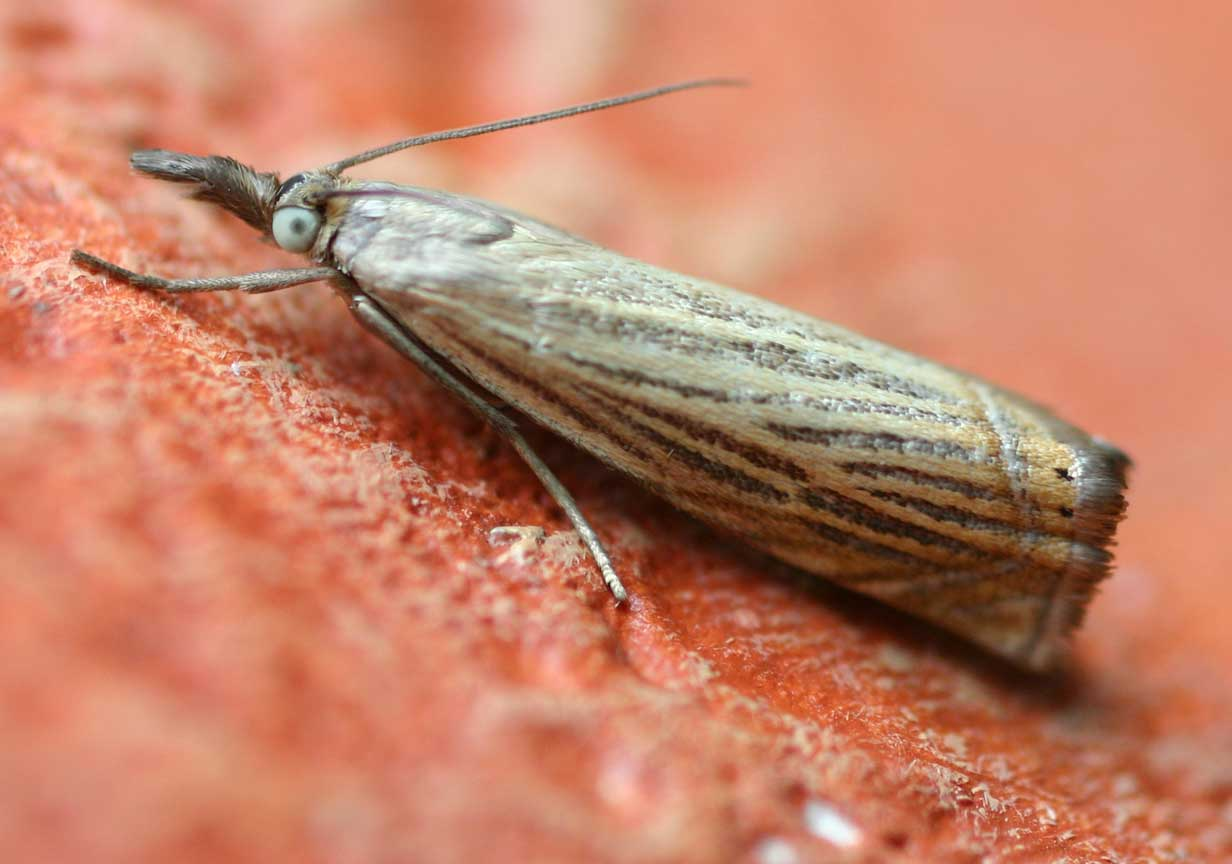
Chrysoteuchia culmella (Linnaeus, 1758)

## Crambus

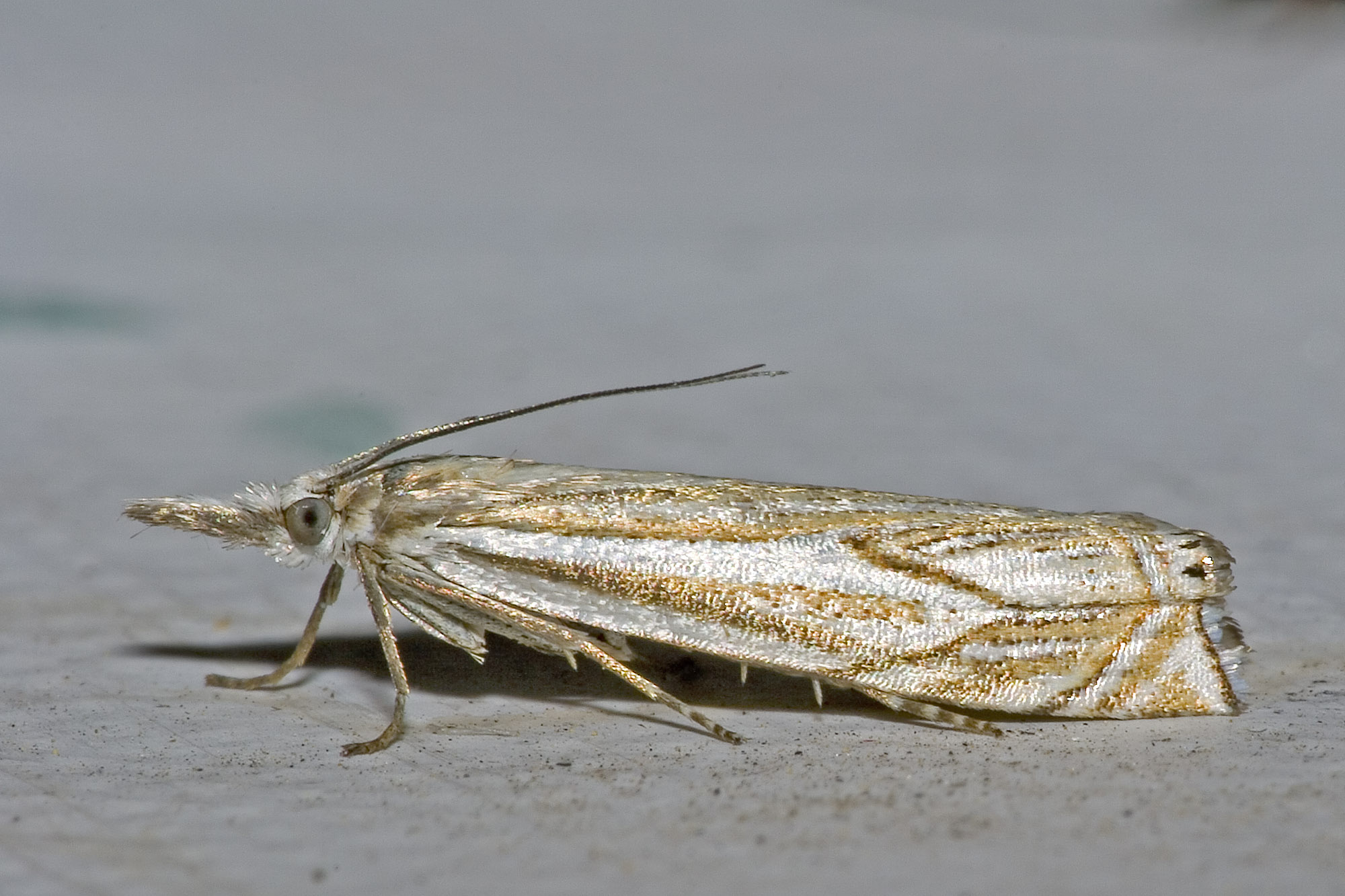
Crambus lathoniellus (Zincken, 1817)
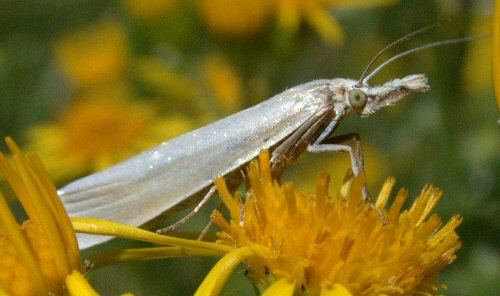
Crambus perlella (Scopoli, 1763)

## Elophila

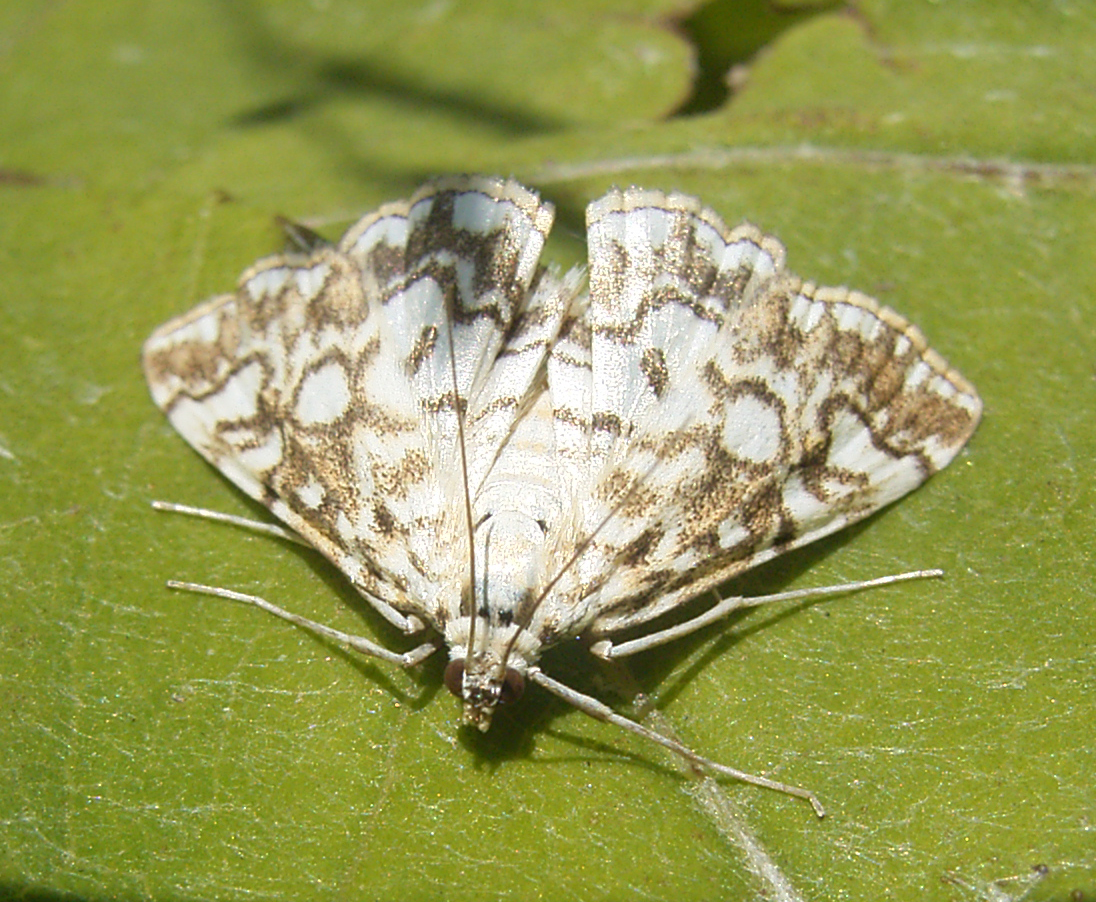
Elophila nymphaeata (Linnaeus, 1758)

## Eudonia

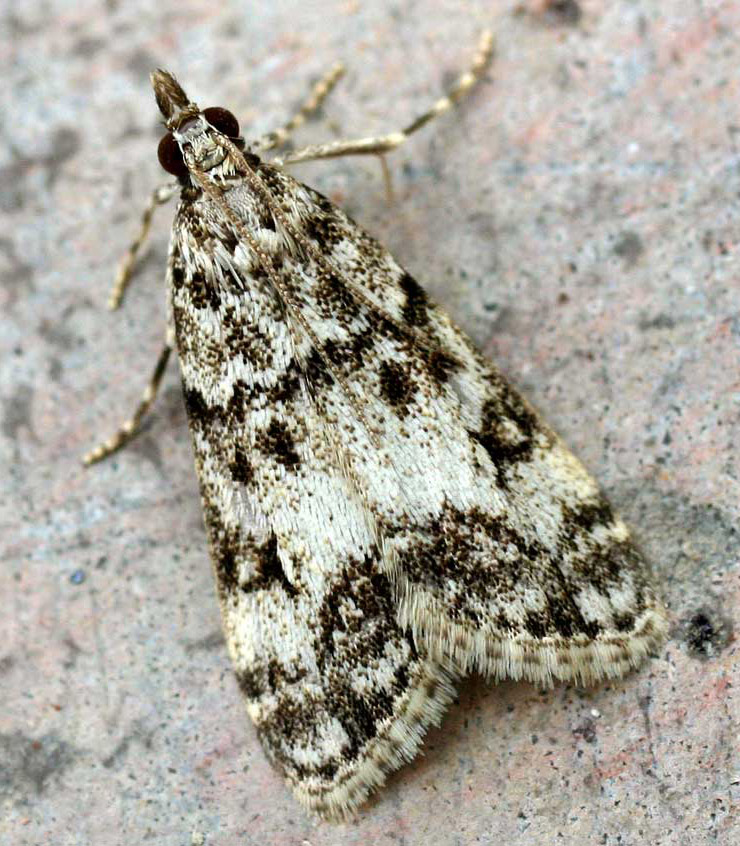
Eudonia lacustrata (Panzer, 1804)

## Eurrhypara

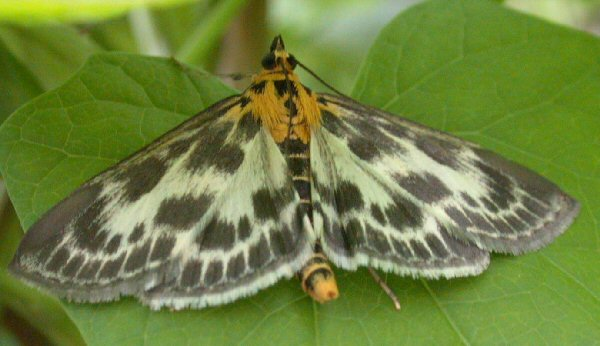
Eurrhypara hortulata (Linnaeus, 1758)

## Ostrinia

Ostrinia nubilalis (Hübner, 1796)

## Pleuroptya

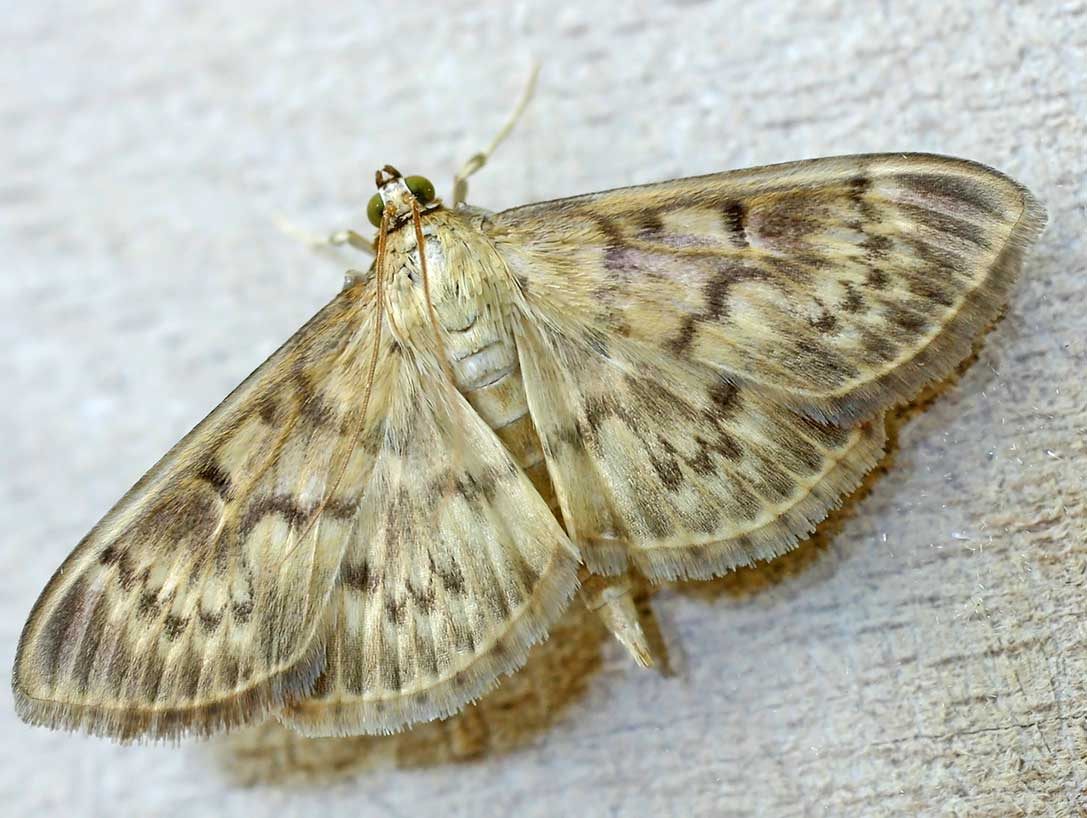
Pleuroptya ruralis (Scopoli, 1763)

## Ptochostola

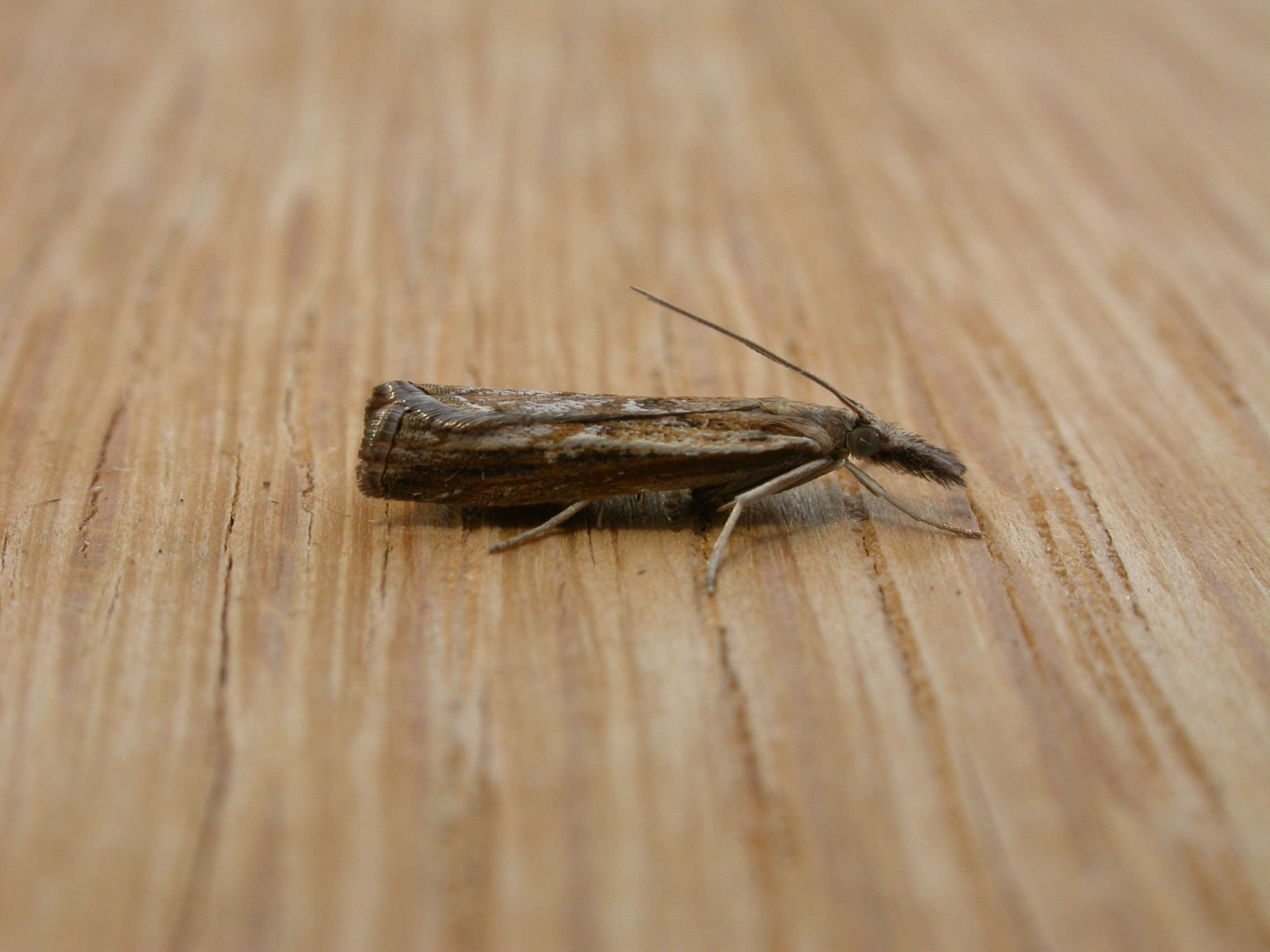
Ptochostola microphaeellus (Walker, 1866)

## Pyrausta

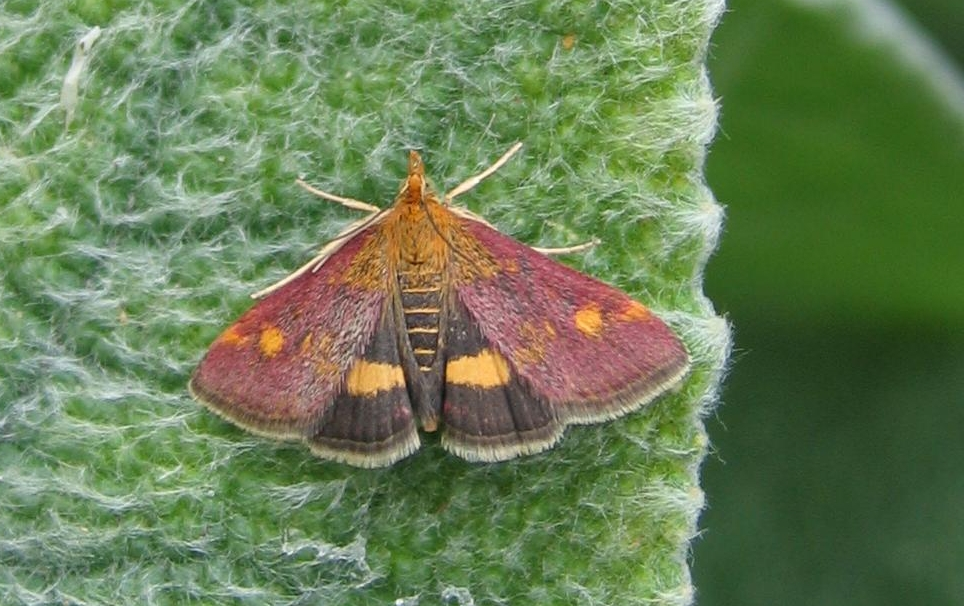
Pyrausta aurata (Scopoli, 1763)
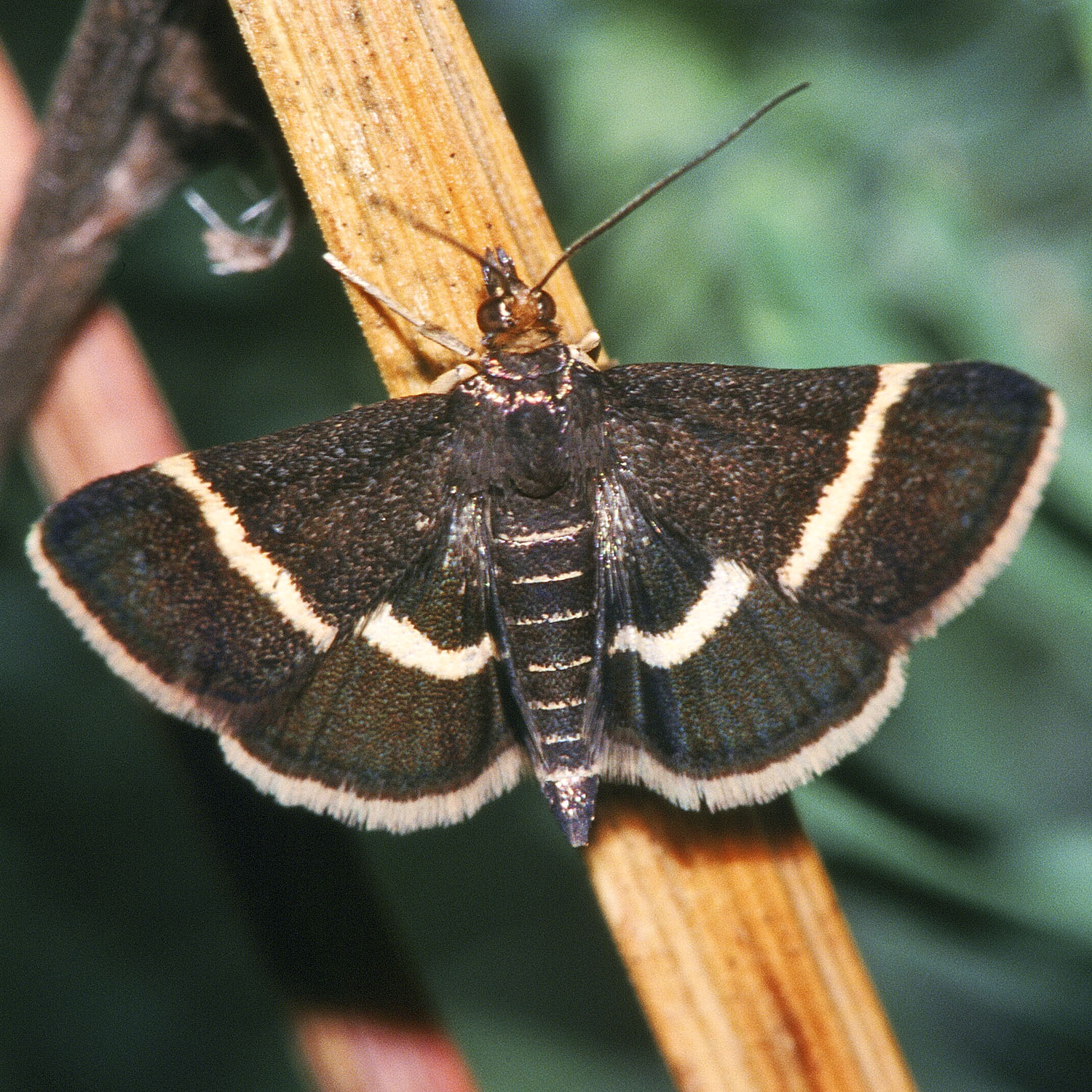
Pyrausta cingulata (Linnaeus, 1758)
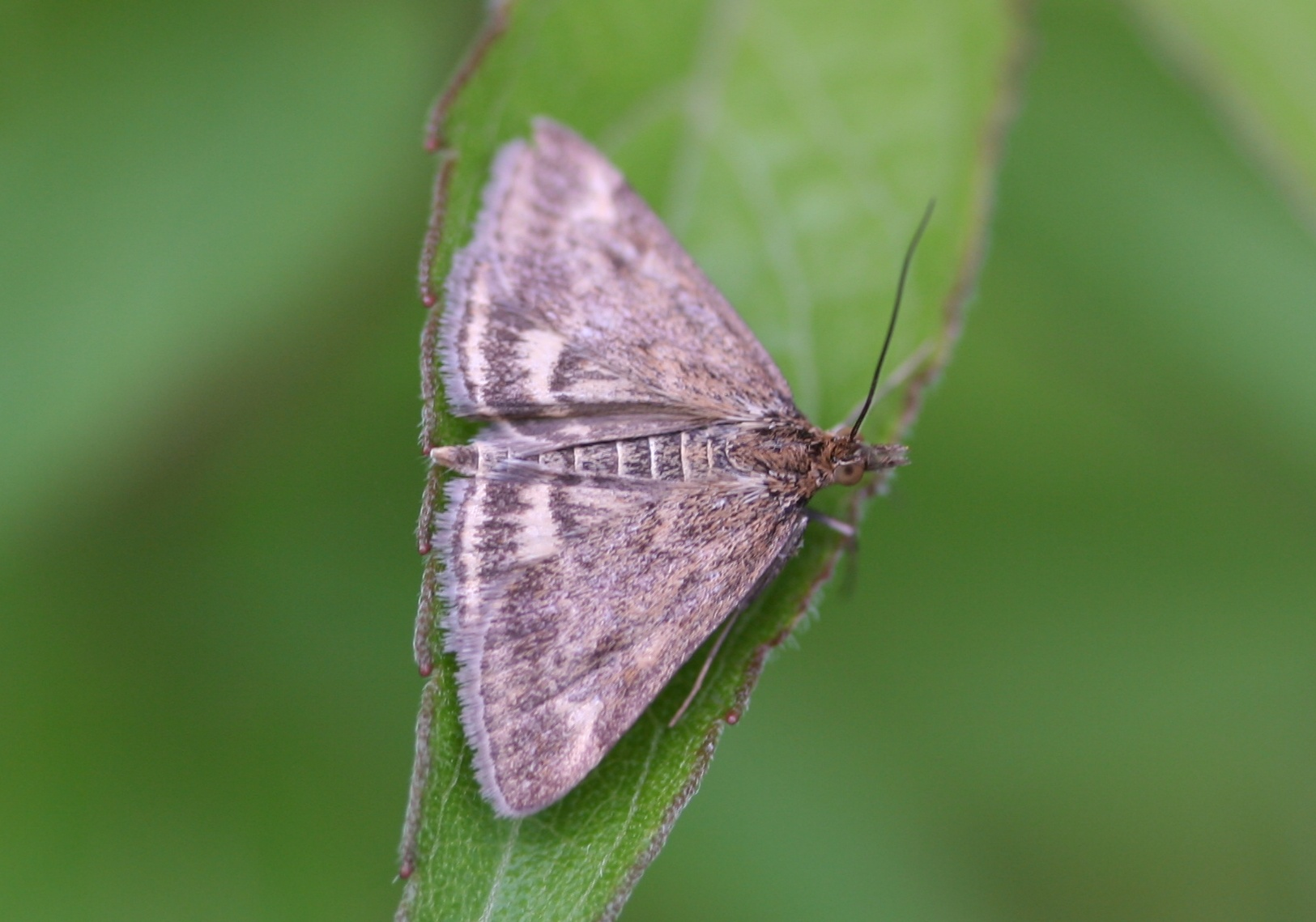
Pyrausta despicata (Scopoli, 1763)
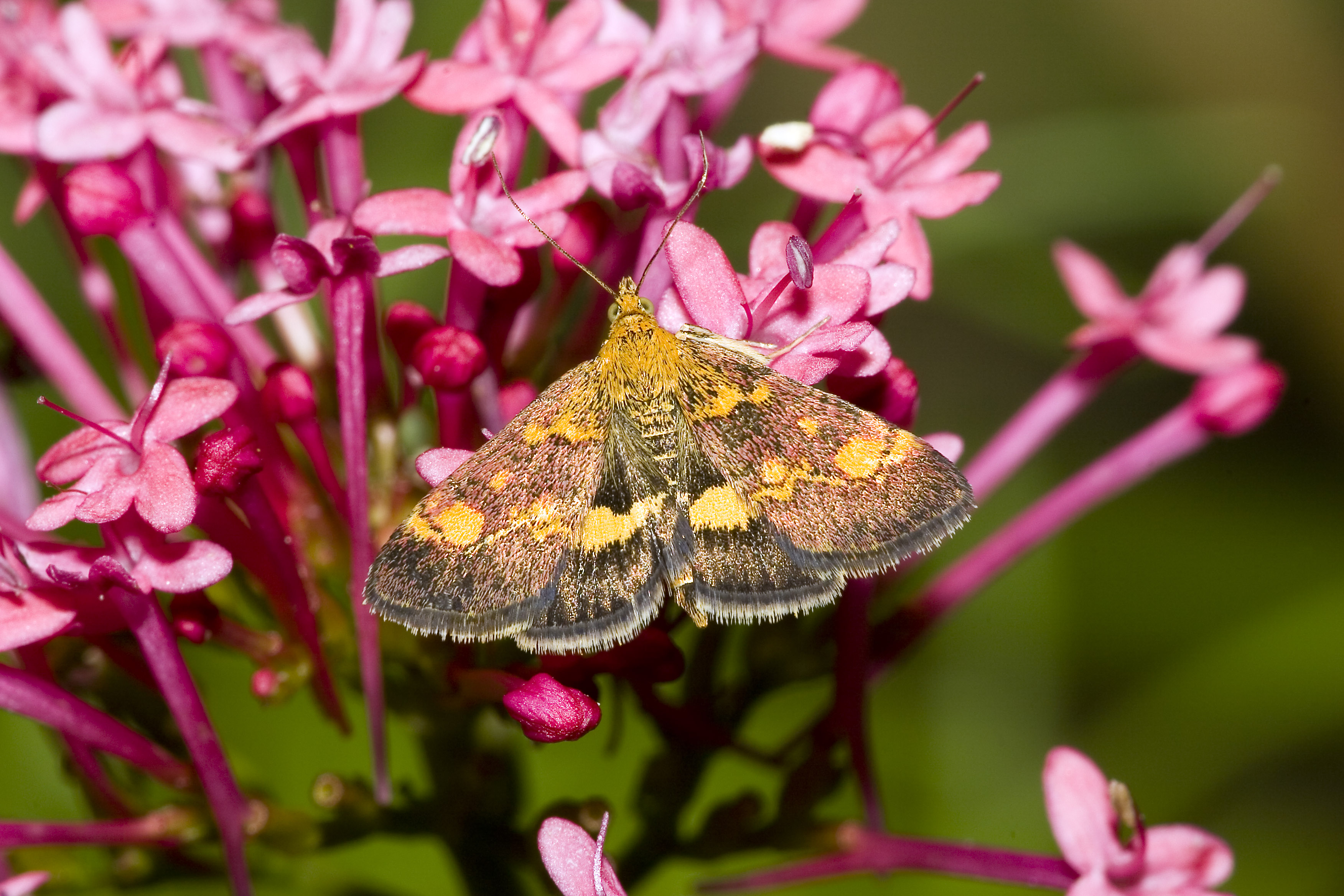
Pyrausta aurata (Scopoli, 1763)

## Sitochroa

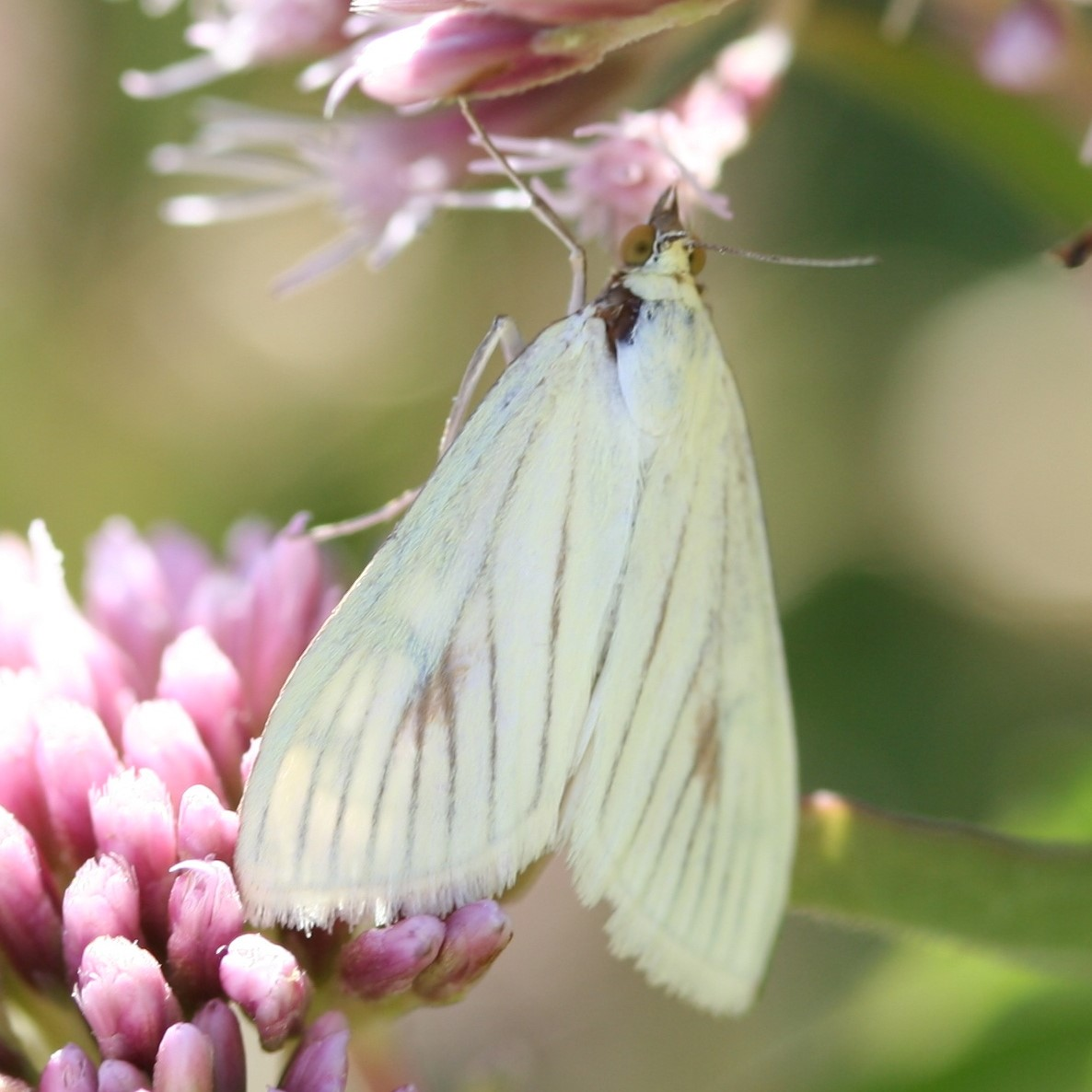
Sitochroa palealis (Denis & Schiffermüller, 1775)